# Лапедона
Лапедо̀на (на италиански: Lapedona, на местен диалект La Pëdona, ла Пъдона) е село и община в Централна Италия, провинция Фермо, регион Марке. Разположено е на 263 m надморска височина. Населението на общината е 1169 души (към 2011 г.).
До 2004 г. общината е част от провинция Асколи Пичено, когато участва в новата провинция Фермо.